# Leukostase
Leukostase (von altgriechisch λευκός leukós, deutsch ‚weiß‘ und στάση stáse, deutsch ‚Ort, Haltung‘) ist ein Begriff aus der Medizin. Man versteht darunter das Festkleben (Adhäsion) von Leukozyten an der Wand von Blutgefäßen. Biochemisch wird die Adhäsion meist durch ICAM-1 vermittelt. Leukostasen treten meist zusammen mit einer extremen Leukozytose auf, welche oft eine Leukämie als Ursache hat. Die Folgen sind meistens Mikrozirkulationsstörungen und hängen vom befallenen Organ ab: So ist z. B. eine respiratorische Insuffizienz eine Folge einer Leukostase in der Lunge. Bei einer Leukostase im Gehirn treten neurologische Ausfälle auf. Diagnostisch wichtig bei Leukämie ist ein Priapismus, bei Leukostase in den Genitalien.